# Весна (операция, 1948)
Опера́ция «Весна́» (лит. Operacija Vesna) — акция МГБ СССР, проведённая 22—23 мая 1948 года. Её целью было ослабление и полная ликвидация антисоветских подпольных группировок на территории Литовской ССР. Операция заключалась в выселении из республики лесных братьев, членов их семей и любых пособников антисоветских партизан вообще, включая кулаков.
Всего было выселено 49 331 человек . Операция проводилась согласно постановлению № 417—160сс Совета Министров СССР. Кроме литовцев были депортированы жители Литвы польского и белорусского происхождения. Точные числа по этнической принадлежности депортированных не установлены. Директор Центра исследований антисоветского сопротивления историк Арвидас Анушаускас сказал, что массовые депортации вызвали в обществе чувство страха перед советской властью.